# Gerhard Engbarth
Gerhard Engbarth (* 26. Juli 1950 in Bad Kreuznach) ist ein deutscher Autor, Musiker und Moderator. Er lebt in Bad Sobernheim.
Engbarth tritt auf mit Geschichten und spielt dazwischen deutschen Mundart-Blues. Die Geschichten sind hintergründige Beobachtungen und werden erzählt von Engbarths Bühnenfigur, dem Alltagsphilosophen Rolf Schnorrenberger. Seine Heimat, das Nahetal, und dessen Bewohner sind oft Gegenstand der Erzählungen. Engbarth spielt Gitarre, Mundharmonika und Klavier; seine Titel sind Eigenkompositionen.

## Leben
Gerhard Engbarth wurde am 26. Juli 1950 in Bad Kreuznach an der Nahe geboren. Er besuchte in Bad Sobernheim die Grundschule und das Emanuel-Felke-Gymnasium. Nach dem Abitur 1969 begann er mit einem Medizinstudium und wechselte dann zur Sozialpädagogik, welches er jedoch ebenfalls nicht abschloss. 1972 stieg er in die Büromaschinenfirma seines Vaters Oswald Engbarth ein. Nach dessen Tod 1979 und dem Tod der Mutter ein Jahr später verkaufte er 1981 die Firma und trat seitdem als Bluesmusiker auf. Bereits ab 1972 hatte er schon öffentliche Auftritte als Geschichtenerzähler, Kabarettist und Musiker absolviert.
1982 führte eine Begegnung mit dem Bluesmann Louisiana Red zur Tätigkeit als Tourneebegleiter vieler namhafter amerikanischer Blueskünstler, die bis um die Jahrtausendwende dauerte. Er wirkte mit auf Tonträgerproduktionen von Bukka White, Champion Jack Dupree, Louisiana Red und Carey Bell. Auf den Tourneen begleitete er u. a. auch Roosevelt Sykes, Barney Kessel, Tal Farlow, Odetta, The Five Blind Boys of Alabama, Georges Moustaki, Stann Webb Chicken Shack.
In diesem Zeitraum begann Engbarth, Geschichten in Mundart zu schreiben.
Ab Anfang der 1990er Jahre schrieb er Chansons und Lieder (z. B. Lebensbaum – sechzehn heilende Lieder mit Iris Wenz), Kurzgeschichten (z. B. in Noblesse, Stil und Eleganz von Gerhard Köpf, Hrsg.) und Märchen für Erwachsene und trat mit Programmen aus diesem Repertoire auf.
Der SWR produzierte mit ihm einige kleine Heimatflime.
Von 2004 bis 2009 führte er als Bühnenfigur „Rolf Schnorrenberger“ und seiner Familie, dargestellt von Beate Henn, Moritz Schlarb und Jochen Weinel, Sketche und Theaterprogramme auf. Für Reha-Kliniken entwickelte Engbarth das Spezial-Programm Heilender Humor. Schnorrenberger gibt der Suche des Naheländers zwischen Hunsrück, Pfalz, Rheinhessen und Saarland nach einer eigenen Identität Ausdruck.
Von 2008 an veröffentlicht er in Tageszeitungen seine Mundart-Kolumne „Alla dann“.
Seit 2009 moderiert Engbarth die Sobernheimer Runde, in der vor Publikum mit einem Gast in Bad Sobernheim ins Gespräch kommt. Dieser erzählt ihm innerhalb einer Stunde von sich und seinem Leben, der Kindheit, dem beruflichen Werdegang, von Zielen und Träumen, Erfolgen und Misserfolgen. Am 6. Juni 2018 fand die 100. Sobernheimer Runde statt, in der Engbarth selbst der Gast war. Neben unbekannten Menschen, gehörten auch schon Prominente zu den Gästen Gerhard Engbarths. Aus dem politischen Bereich unter anderem Julia Klöckner, Kurt Beck und Malu Dreyer. Ebenso Persönlichkeiten aus der Unterhaltung wie der TV-Moderator Jens Hübschen sowie der Schauspieler Rainer Furch, als auch aus der Medizin durch den Arzt André Borsche. Die Musikbranche war durch den Jazz-Schlagzeuger Willy Ketzer vertreten. Gäste der Kirche waren bereits der Präses der Evangelischen Kirche im Rheinland Manfred Rekowski und die Ordensschwester und Gründerin der international tätigen Hilfs- und Lobbyorganisation SOLWODI, Lea Ackermann. Aus der Wissenschaft begrüßte Engbarth den Hochschullehrer Hubertus Mynarek.
Zuletzt veröffentlichte Engbarth seit 2020 einige Bücher.
Der Spiegel berichtete in seiner Ausgabe vom 7. Juni 2025 über die Begegnung Gerhard Engbarths mit dem Bluesmusiker Louisiana Red und der daraus resultierenden Freundschaft und Tätigkeit als Tourneebegleiter.

## Auszeichnungen
- Kulturpreis der Kochendörfer-Stiftung (1998)
- Würth-Literaturpreis (1999)
- Preisträger des Kunstpreises 2007 von Lotto Rheinland-Pfalz
- Preisträger des Kunstpreises 2008 von Lotto Rheinland-Pfalz

## Diskografie
- Dust my blues (1982)
- Blues vom Frieden, begleitet von Louisiana Red, 1983
- Inspiration-Stomp, EMI-Electrola, begleitet von Blind John Davis u. Louisiana Red, 1985
- Sisyphos' Blues, begleitet von Carey Bell und Louisiana Red, 1995
- Lebensbaum – sechzehn heilende Lieder mit Iris Wenz, 1997
- Könnten wir nicht Freunde werden – 20 Lieder für Kinder und Eltern, 1998

## Texte
- Der Blues vom Blues – Begegnungen, Edition Venceremos, Rüsselsheim 1977 (mehrere Auflagen)
- Schweigen brennt unter der Haut – Poetische Texte, herausgegeben von Kristiane Allert-Wybranietz, München, 1991
- Noblesse, Stil und Eleganz – Prosa, Lyrik, Szenen und Essays, herausgegeben von Gerhard Köpf, Konkursbuchverlag Gehrke, Tübingen 1999, ISBN 3-88769-145-8.